# Herr Meets Hare
Herr Meets Hare (dt. „Herr trifft Hasen“) ist ein parodistischer Zeichentrickfilm der Reihe Merrie Melodies aus dem Jahr 1945. Der Film, der eine Begegnung des amerikanischen Cartoonhasen Bugs Bunny mit dem Naziführer Hermann Göring erzählt, gilt als eine der bekanntesten propagandistischen Cartoonproduktionen des Zweiten Weltkrieges.

## Handlung
Der Film beginnt damit, dass Hitlers „Reichsmarschall“ Hermann Göring auf der Suche nach Zerstreuung von der (aus nazistischer Sicht) bedrückenden Kriegslage einen Jagdausflug in den Schwarzwald unternimmt. Dort trifft er auf Bugs Bunny, der bei dem Versuch mittels eines selbstgegrabenen unterirdischen Tunnels nach Las Vegas zu gelangen, aus Versehen in Deutschland gelandet ist, wo sein Tunnel an die Erdoberfläche stößt.
Göring übernimmt hierauf den, für die Bugs Bunny Cartoons typischen, Part des eifrigen Widersachers des Hasen, der diesem mit Feuereifer nachstellt und ihn zu fangen versucht. Ausgestattet mit einer Muskete und unterstützt von einem Jagdhund erleidet Göring dabei zunächst mehrere Rückschläge, die für ihn in allerlei Szenen gipfeln, bevor er Bugs Bunny fangen und zu Hitler bringen kann. Als er den Sack – in den er seinen Gefangen gesteckt hat – vor Hitler öffnet, erhebt sich Bugs Bunny aus diesem – mit angeklebtem Schnauzbart und Pfeife – verkleidet als Josef Stalin, woraufhin Göring und Hitler Reißaus nehmen, während Bugs Bunny sich von den Zuschauern verabschiedet.

## Produktion
Herr Meets Hare wurde 1944 unter der Regie von Friz Freleng von der Zeichentrickabteilung der Warner Brothers Studios hergestellt und kam am 13. Januar 1945 in die amerikanischen Kinos.
Die Handlung des siebenminütigen Filmes geht auf ein Drehbuch von Michael Maltese zurück, die Musik des Cartoons schrieb Carl W. Stalling während der Stimmkünstler Mel Blanc die Stimmen der auftretenden Figuren beisteuerte bzw. interpretierte.

## Analyse
Leitmotiv von Herr Meets Hare ist, wie in den meisten anderen US-amerikanischen Zeichentrickproduktionen der Kriegszeit, der Versuch das nationalsozialistische Regime, seine Funktionäre, seine Anschauungen und sein Brauchtum systematisch der Lächerlichkeit preiszugeben.
Göring wird zu Beginn des Films bereits als „fatso Hermann Goering“ vorgestellt. Der „deutsche Militarismus“ wird verspottet, indem Göring sich selbst als Freizeitjäger im Marschschritt fortbewegt und über und über mit Orden geschmückte Kleidung trägt. Weitere deutsche Klischees, die verarbeitet werden, sind die Lederhosen die Göring trägt, die typische deutsche Art und Weise Englisch zu sprechen (Aussprache, Wortaneinanderreihungsmuster etc.), das Göring spricht, sowie die von den Nazis hochgehaltenen „germanischen Kulturheiligtümer“, über die die Macher des Cartoons sich lustig machen, indem sie Bugs Bunny Göring in einem anarchischen musikalischen Zwischenspiel zu den pathetischen Klängen von Wagners Musik in einer Verkleidung als Brünhilde aus dem Nibelungenlied (bzw. Wagners „Der Ring des Nibelungen“) becircen lassen. Göring verkleidet sich daraufhin als Siegfried und beginnt einen tänzerischen Liebesreigen mit dem Hasen zu Walzermusik von Johann Strauss.

## Rezeption und Nachwirkung
Herr Meets Hare war einer der letzten propagandistischen Zeichentrickfilme die vor dem Zusammenbruch des Nationalsozialistischen Deutschlands auf den Markt kamen.
Seit seiner Ur-Veröffentlichung im Kino ist er von der Time Warner Company (bzw. von AOL) aus firmenpolitischen Gründen weitgehend unter Verschluss gehalten worden. So untersagte AOL 2007 dem Fernsehsender Cartoon Network die Ausstrahlung von Herr Meets Hare mit der Begründung, dass dieser anstößig sei, da er das Dritte Reich in den Bereich des Humoristischen verlagern und so von den Grausamkeiten des Regimes ablenken würde.
Erhältlich ist der Cartoon dennoch in der Videosammlung Bugs & Duffy. The Wartime Cartoons.